# Biomuseo
El Biomuseo — una conjunción poderosa entre ciencia y arte , es un museo de historia natural dedicado a Panamá que explora la relación entre su biodiversidad y su cultura. En 8 exhibiciones cuenta la historia del surgimiento del Istmo de Panamá hace 3 millones de años, y de cómo ese surgimiento unió continentes y dividió mares, cambiando el mundo para siempre. 
El controvertido diseño del museo es el único de su clase en toda la región. Diseñado por el afamado arquitecto Frank Gehry, en su primera incursión en América Latina.
Tras haber sido paralizada en varias ocasiones, en septiembre de 2009 había alcanzado un avance del 75%.  El 2 de octubre del 2014 el Biomuseo abrió sus puertas al público con 5 de sus 8 galerías. Esta primera parte de la historia de la Exhibición Permanente nos cuenta la importancia y evolución, natural y cultural, del istmo de Panamá. En mayo de 2019 se inauguran las últimas 3 exhibiciones permanentes finalizando la construcción del proyecto original.

## Ubicación

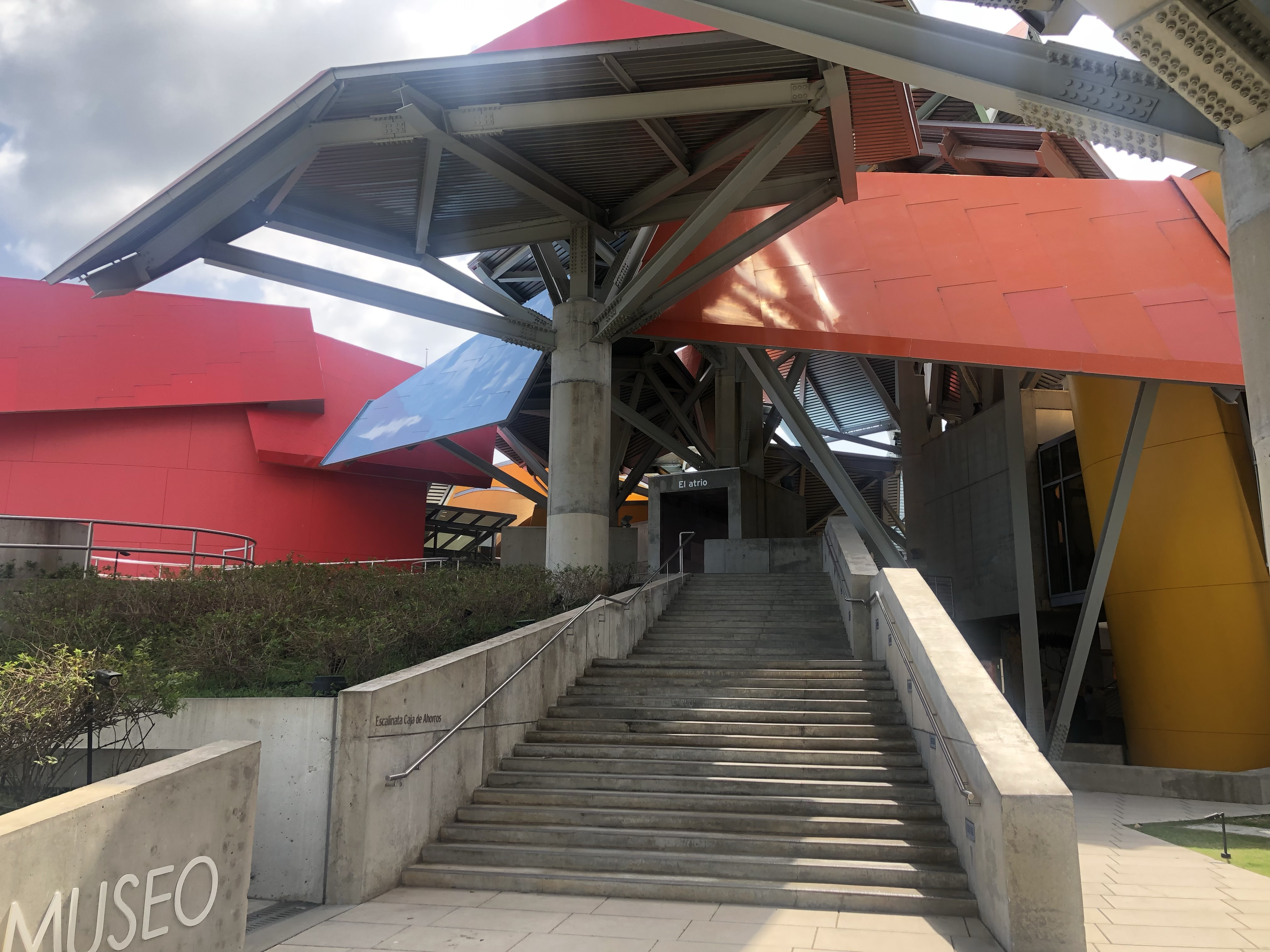
Entrada al Biomuseo.

El Biomuseo está ubicado en la Calzada de Amador, también conocido como el Causeway, el cual queda situado en la entrada sur del Canal de Panamá. Se puede llegar tomando un transporte selectivo (taxi) o un transporte colectivo (Metrobús) y el trayecto desde la Ciudad de Panamá toma unos 10 o 15 minutos.

## El edificio

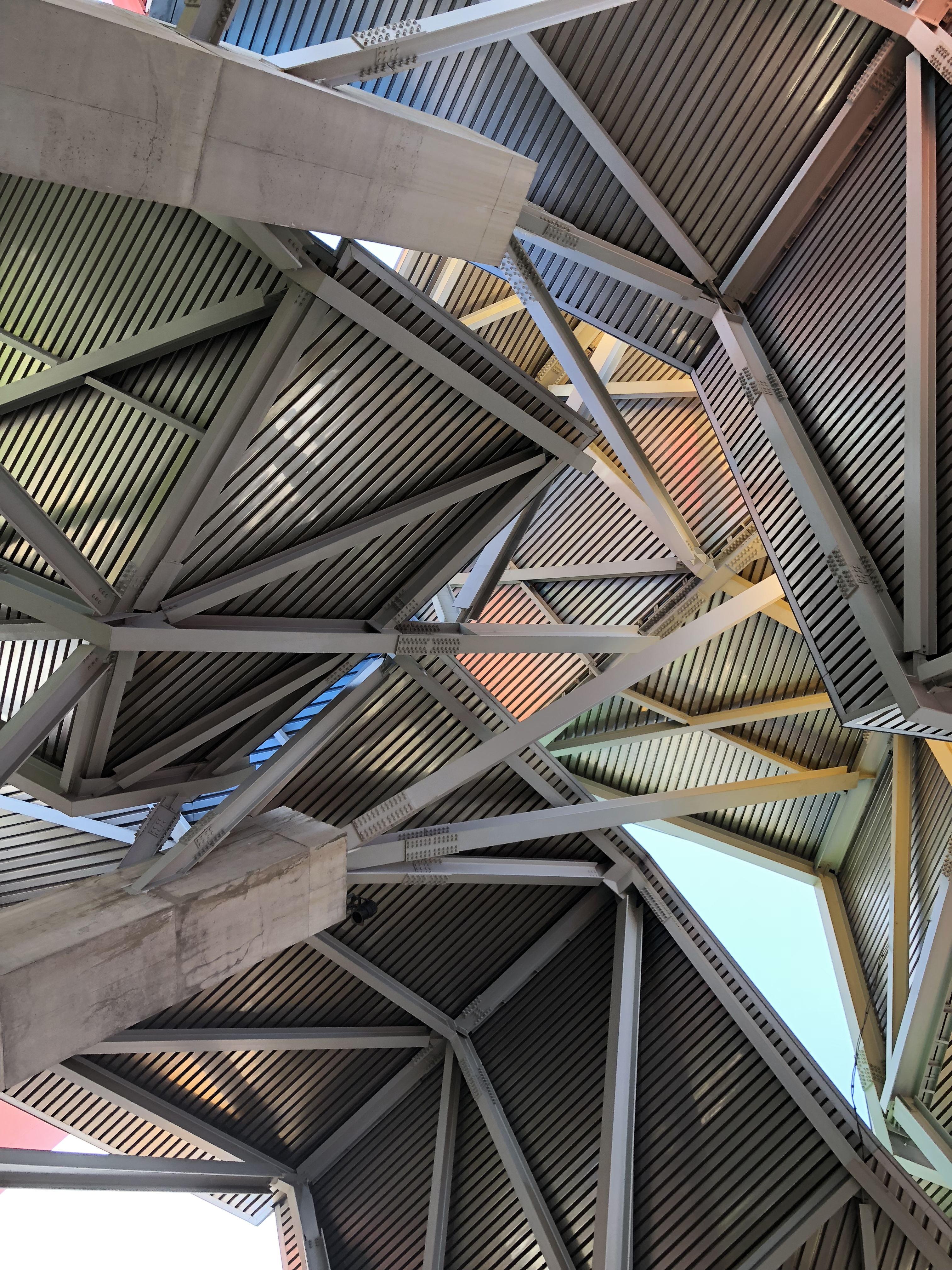
Detalle del tejado del Biomuseo.

El museo, de 4,000 metros cuadrados, contiene ocho galerías de exhibición permanente, diseñadas en secuencia por Bruce Mau Design. Además de los espacios principales, el museo incluye un atrio público, un espacio para exhibiciones temporales, tienda, cafetería y exhibiciones exteriores múltiples localizadas en un parque botánico diseñado por la paisajista Edwina von Gal.

### Los colores
El edificio se distingue por su variedad de colores en los techos y paredes. El verde, azul, amarillo, rojo y naranja fueron escogidos por Frank Gehry porque además de representar la variada flora y fauna de Panamá, representa la diversidad cultural presente en pueblos indígenas o los colores de las casas bocatoreñas.

### Los techos
Imitando las formas de un bosque con árboles altos, los techos representan las hojas y su función principal es minimizar la transmisión de calor al interior y lograr un consumo de energía eficiente. Los coloridos techos del Biomuseo fueron pintados en Tailandia utilizando 1800 kg de polvos Jotun en los tonos escogidos. Además están compuestos por 5 capas: 
- Primera capa: Lámina acanalada de acero inoxidable
- Segunda capa: Lámina de aluminio que se adhiere a la primera.
- Tercera capa: Es un manto negro elaborado con un material de caucho, el cual es impermeable.
- Cuarta capa: tiene 25mm de espesor, hecho de espuma rígida de uretano.
- Quinta capa: Es una lámina de aluminio pintada con tecnología automotriz en Tailandia.

Para el montaje de los techos se utilizaron 45,000 tornillos y remaches de acero inoxidable, 677 planchas de aislante de poliuretano y 102,925 tornillos de colores.

## Exhibiciones permanentes

### Galería de la biodiversidad
Consiste en una rampa que da la bienvenida al visitante al mundo de la ciencia natural y a la explosión de vida en Panamá. Esta galería brinda una introducción al impresionante patrimonio natural de Panamá.

### Panamarama
Es un espacio de proyección con 10 pantallas localizadas en el piso, arriba, a los lados y al frente del espectador que sumergen al visitante en una presentación audiovisual de lo que es la biodiversidad de Panamá en 5 minutos. Mostrando cosas como la fauna en la naturaleza y los animales en el océano, incluyendo estrellas de mar.

### El puente surge
Panamá es un milagro que surgió del mar. Las fuerzas del interior de la Tierra que formaron el istmo se representan en tres esculturas tectónicas de 14 metros de altura, en un espacio de encuentro táctil y físico con el mundo geológico.

### El gran intercambio
Cuando el istmo se cerró, se convirtió en un puente que produjo un gran intercambio de especies entre Norte y Sudamérica. Una estampida de esculturas creadas por Blue Rhino Studio, muestra animales de todas épocas, formas y tamaños narrando este evento único en la naturaleza, que aún continúa.

### La huella humana
Los seres humanos somos parte integral de la naturaleza. En un espacio abierto parcialmente al aire libre, 16 columnas cuentan la historia de la presencia humana en el istmo y sus interacciones con los escenarios naturales de Panamá a lo largo del tiempo.

### Océanos divididos
Cuando Panamá emergió, dos océanos muy diferentes se formaron, cambiando la vida en toda la Tierra. Dos acuarios semicilíndricos de gran altura muestran cómo el Pacífico y el Caribe evolucionaron al quedar separados por la creación del istmo.

### La red viviente
Los seres vivos se necesitan mutuamente e interactúan de maneras complejas e invisibles. Una enorme escultura, a la vez planta, animal, insecto y microorganismo produce en el visitante el efecto de estar en una dimensión donde todas las criaturas tienen la misma importancia.

### Panamá es el museo
Las cosas más asombrosas esperan al visitante afuera del museo. Paneles y pantallas ofrecen información sobre las relaciones entre la biodiversidad de Panamá y el mundo.

## Exhibiciones temporales
- Tu Nueva Ciudad:[7] El cambio climático es una realidad que nos afecta todos los días. Panamá siempre fue caliente y lluviosa, pero ahora el calor es más intenso y las lluvias son más impredecibles. Nuestro mundo está cambiando más rápido de lo que pensamos y se nos está acabando el tiempo. ¿Te comprometes a enfrentar estos nuevos retos?.[8] Abierta al público hasta el 2023.
- Picante:[9] Alrededor del mundo se cultivan miles de variedades de ají, todas descendientes de solo cinco especies domesticadas en América. esta exhibición descubrirás la épica historia de cómo el ají conquistó la gastronomía del mundo entero. En la galería conocerás el recorrido mundial de 5 especies de ají: Capsicum annuum, Capsicum baccatum, Capsicum chinense, Capsicum frutescens y Capsicum Pubescens. Todas originarias de América.
- En tus manos: Exposición de videoarte por los artistas Donna Conlon y Jonathan Harker que hace un llamado de atención sobre la actual crisis del plástico. Los artistas se implican en sus piezas, lo que nos permite reconocer y cuestionar la naturaleza conflictiva de nuestra relación con el mundo que nos rodea.[10]
- El cielo cubierto de infinitas aves: Cuenta la fascinante historias de los miles de millones de aves migratorias que pasan por Panamá. Esta exhibición se realiza con el apoyo de la Embajada de Canadá en Panamá y la Sociedad Audubon de Panamá. Abierta al público hasta marzo de 2018.[11]
- Tiburones gigantes y camellos diminutos: Se exponen los fósiles encontrados en el 2007 durante las excavaciones de la ampliación del canal de Panamá. Esta exposición contó con la colaboración del National Science Foundation, la Autoridad del Canal de Panamá, Universidad de Florida, el Instituto Smithsonian de Investigaciones Tropicales y otros colaboradores, así como de una nueva generación de científicos panameños.[12] Abierta al público hasta diciembre de 2017.

## Parque de la Biodiversidad

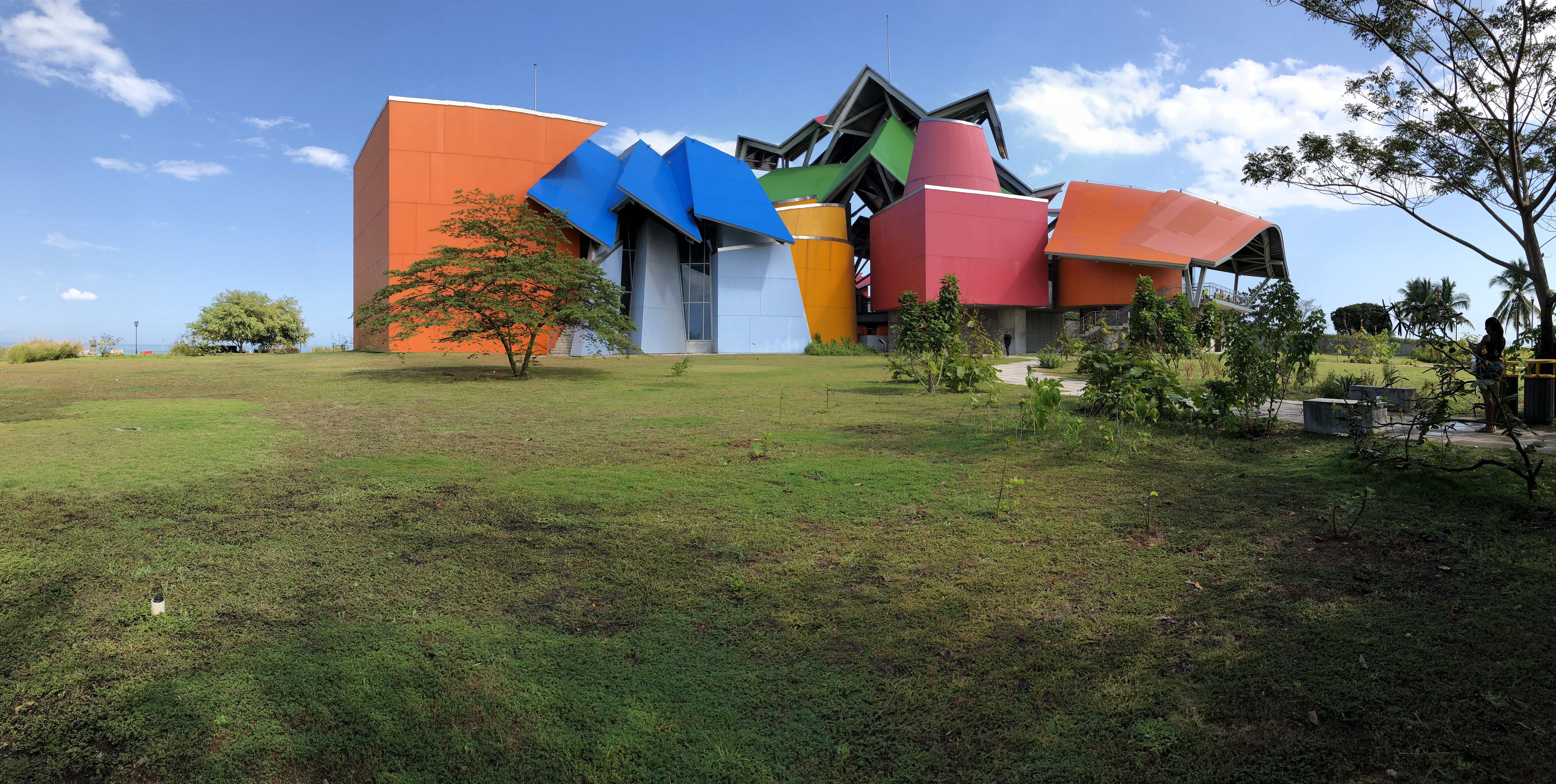
Viata del Parque de la Biodiversidad detrás del museo.

El Parque de la Biodiversidad es una extensión viviente de la arquitectura del museo. Este parque botánico es una exhibición viva que cuenta con una selección de plantas endémicas y nativas que atraen todo tipo de polinizadores, convirtiendo el paisaje en una experiencia única, como, entre otras cosas, El jardín de la maleza, un jardín con enredaderas, helechos y demás plantas, se encuentra cerca de unas bancas con mesas para disfrutar de los deliciosos alimentos del café del Biomuseo. La entrada al Parque de la Biodiversidad es gratuita.